# Cripta

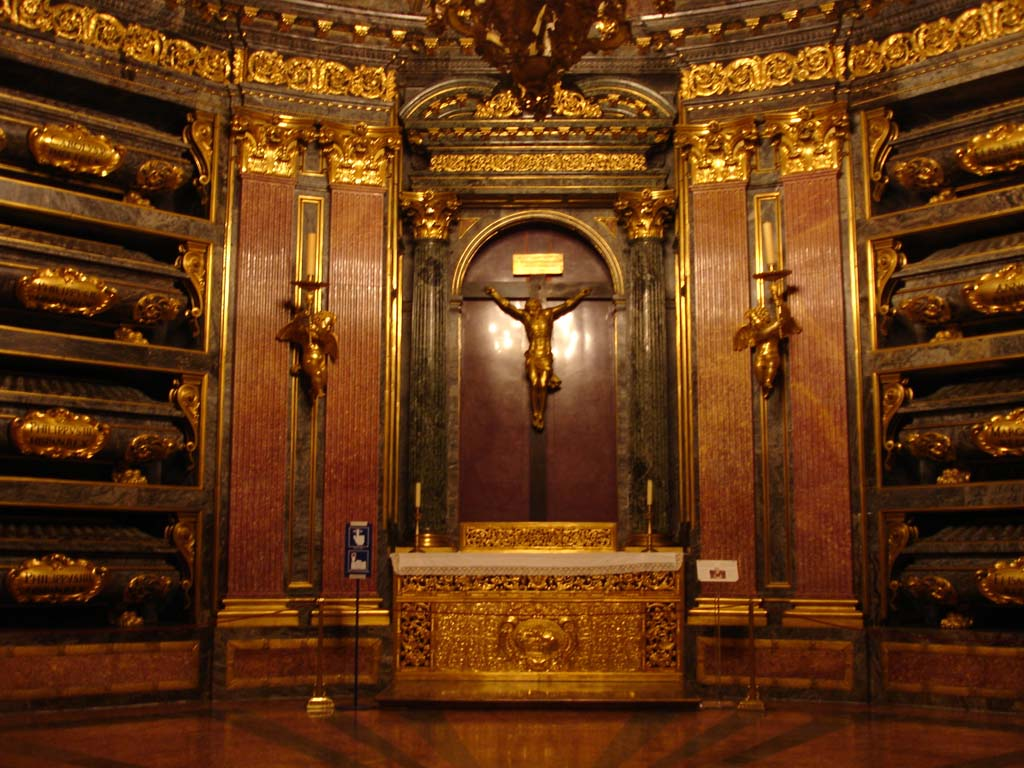
Cámara sepulcral y altar de la Cripta Real del Monasterio de El Escorial, (España).

La cripta es un espacio arquitectónico subterráneo en que se enterraba a los seres fallecidos. Etimológicamente, la palabra «cripta» (del latín crypta y a su vez del griego kryptē) significa «esconder», lo cual indica bien su significado.
En términos medievales, una cripta es una cámara de roca, normalmente bajo el suelo de una iglesia. Las primeras criptas o grutas sagradas fueron excavadas en la roca, para esconder a los ojos de los profanos las tumbas de los mártires; más tarde, sobre estos hipogeos venerados por los primeros cristianos, se levantaran las capillas y las vastas iglesias; después se estableció las criptas bajo los edificios destinados al culto para encerrar los cuerpos de los santos recogidos por la piedad de los fieles.
Algunas iglesias fueron elevadas del nivel del suelo para albergar una cripta a nivel del suelo, como es el caso de la iglesia de San Miguel en Hildesheim, Alemania. Las criptas se encuentran típicamente bajo el ábside como en Saint-Germain de Auxerre, pero ocasionalmente se encuentran bajo las alas o las naves laterales. Se conocen desde los primeros tiempos del cristianismo, en particular en Orleansville y Djémila (Argelia) y Byzantium en Saint John Studio en Constantinopla, las criptas fueron usadas y extendidas en principio por Europa occidental bajo el Imperio de Carlomagno, son más comunes en el temprano medieval occidental, por ejemplo en Borgoña en Dijon y Tournus. Después del siglo X decae la necesidad de crear criptas cuando la Iglesia permite conservar las reliquias en el nivel principal de la iglesia. En el gótico rara vez son construidas.
Muchas de nuestras antiguas iglesias poseen criptas que se remontan a una época muy lejana: unas son solo salas cuadradas, abovedadas en curva o en arista, siguiendo el método antiguo, son adornadas a veces solamente por fragmentos de columnas y de capiteles que imitan toscamente la arquitectura romana; otras son verdaderas iglesias bajo tierra con naves laterales, ábsides y absidiolas. Las criptas, salvo en raras excepciones, reciben la luz del día por estrechas ventanas abiertas en el exterior de la iglesia, o en los lados inferiores del santuario. Se entra habitualmente por unas escaleras que parten desde ambos lados del santuario, o incluso desde el eje del coro.

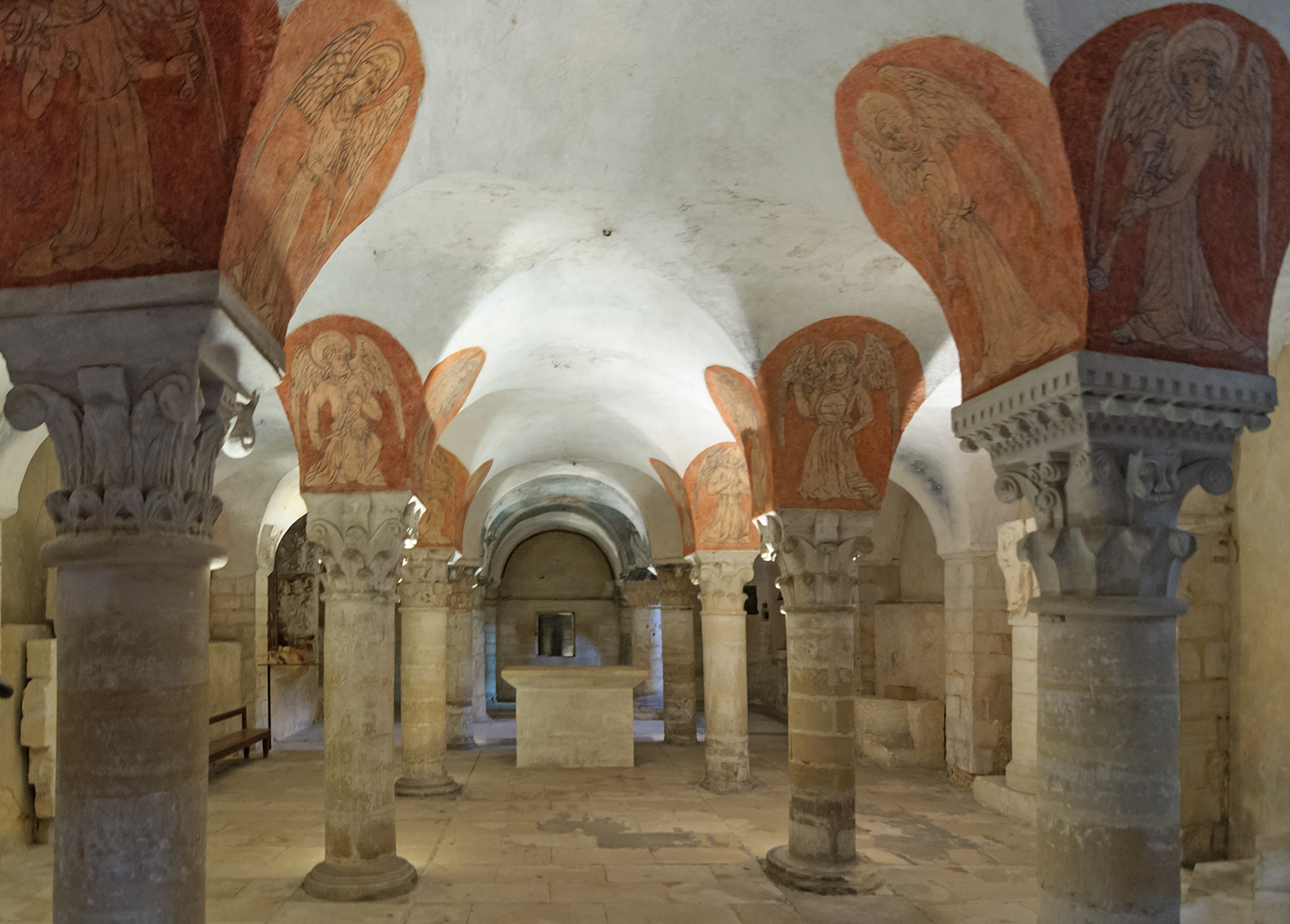
Cripta de la catedral de Bayeux, Francia

Las iglesias en Francia y en la ribera del Rin presentan una gran variedad en la disposición y la forma de sus criptas; muchas son construidas con cierto lujo, decoradas con pinturas, columnas de mármol y capiteles que cuentan historias, y son lo bastante grandes como para albergar un gran número de fieles; poseen a menudo dos escaleras para permitir a los numerosos peregrinos, que vienen a implorar la ayuda de los santos cuyos restos están depositados bajo las bóvedas, descender en procesión por uno de los lados y ascender por el otro, evitando así el desorden y la confusión.
En términos modernos, una cripta es una cámara de roca utilizada para guardar a los muertos. Las criptas se encuentran normalmente en cementerios y edificios religiosos como las catedrales, pero también ocasionalmente se pueden encontrar en fincas privadas. Familias ricas o prestigiosas a menudo tienen una "cripta familiar" en la cual todos los miembros de la familia son guardados. Muchas familias reales, por ejemplo, tienen vastas criptas que contienen los cuerpos de docenas de antiguos miembros de la familia real. En algunos sitios a las criptas sobre el suelo se les llama mausoleos, lo cual se refiere a un edificio más complejo destinado a lugar de entierro, para una o muchas personas.

A partir de la pandemia de 2019 se incrementó aun más la necesidad de cremar los cuerpos de los difuntos para eficientar los espacios destinados para el resguardo y desde antes de la pandemia ya se acostumbraba a cremar a los difuntos para depositar las cenizas dentro de una urna, y éstas, a su vez, dentro de un espacio para ese propósito, dichos espacios actualmente se conocen también como criptas y son la alternativa más sustentable y económica. Los avances tecnológicos hoy permiten la creación de lugares con criptas con aspecto mucho más agradable y que brindan una sensación de confort y resignación para quienes visitan a sus seres queridos.

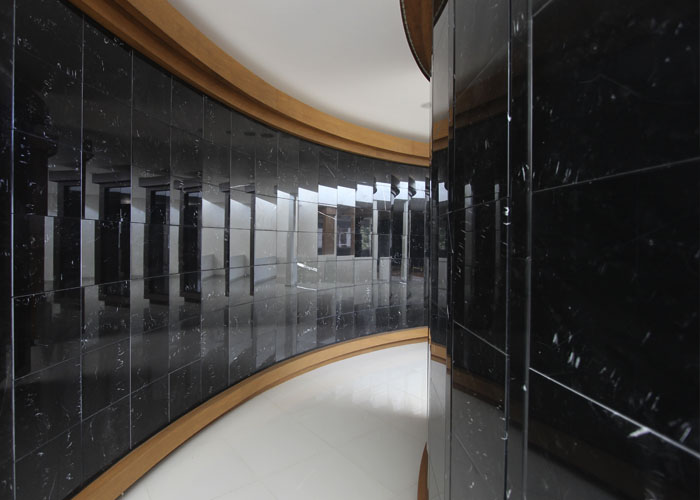
elegant design crypts